# Kostel svatého Petra a Pavla (Zaloňov)
Kostel svatého Petra a Pavla v Zaloňově byl vystavěn v letech 1898-1900 na místě dřívějšího zbořeného kostela. Zpráva o nejstarším kostele na tomto místě pochází z roku 1363. Kostel byl však za husitských válek zničen a obnoven až roku 1725 jezuity, kteří jej přifařili k Dubenci, dokud roku 1785 nebyla postavena vlastní zaloňovická fara. Roku 1893 však byl kostel zbořen a na jeho místě v letech 1898-1900 vystavěn dnešní chrám v novogotickém slohu podle plánů architekta Čermáka z Jaroměře.